# Stein der Sonne

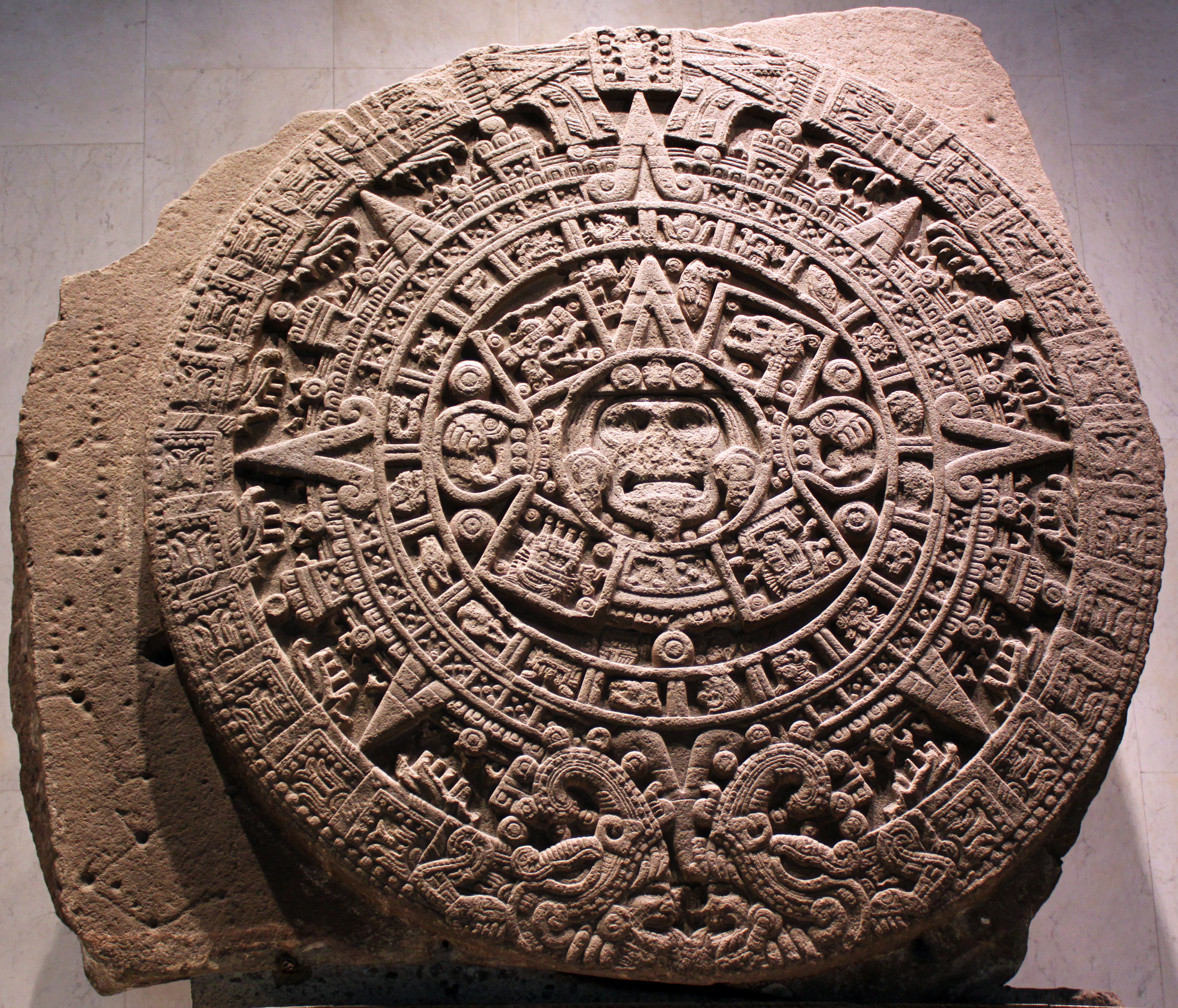
Der Stein der Sonne im Anthropologischen Nationalmuseum von Mexiko

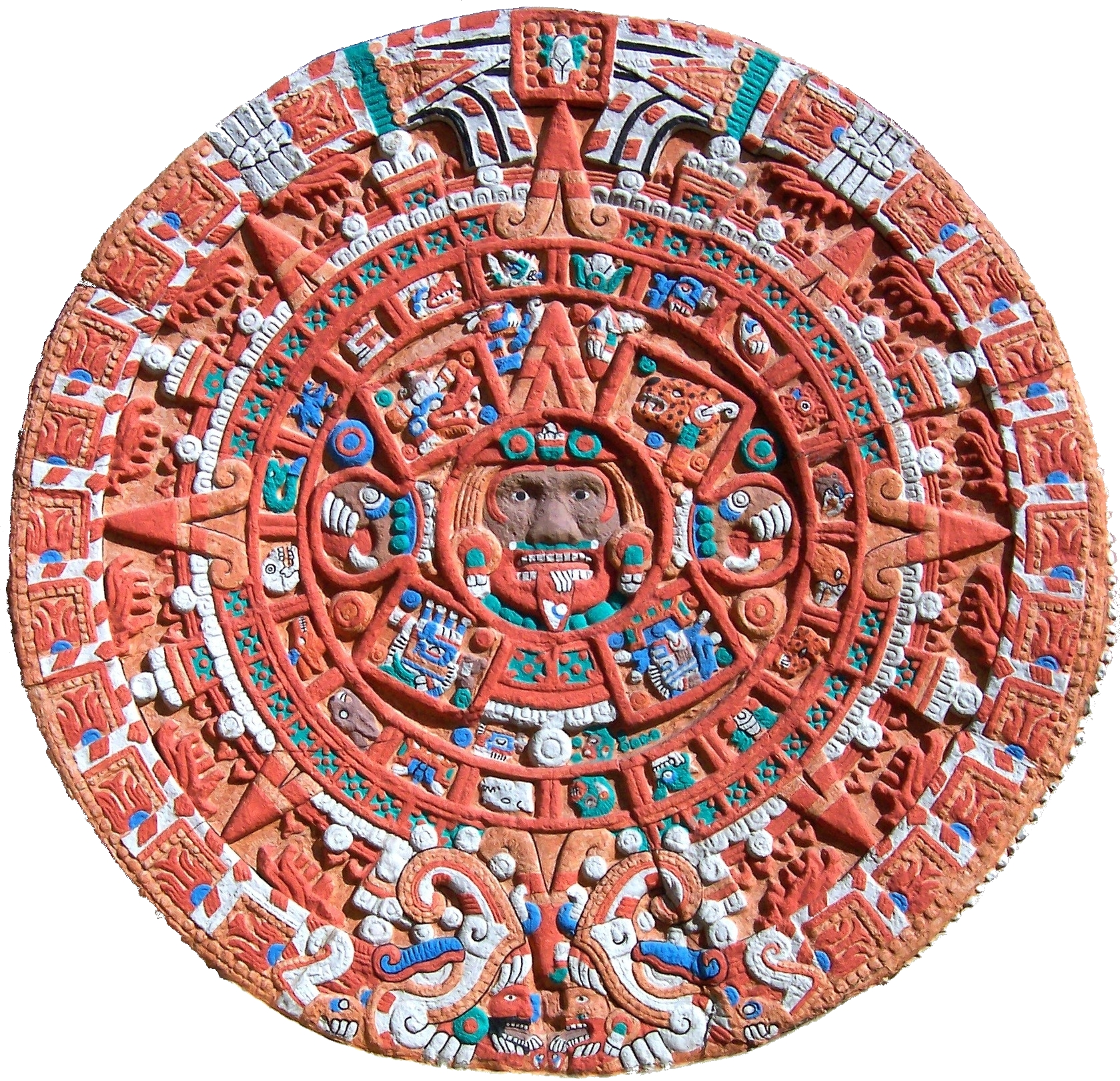
Sonnenstein, Rekonstruktion. Die Farben entsprechen nicht der Originalbemalung, erleichtern aber das Erkennen der Details.

Der Stein der Sonne oder Sonnenstein (spanisch Piedra del Sol), oft irrtümlich aztekischer Kalender-Stein genannt, ist eine große monolithische Skulptur aus dem Bereich des alten Haupttempels von Tenochtitlán (Mexiko-Stadt).
Die Skulptur aus Basalt misst ungefähr 3,6 Meter im Durchmesser und ist 1,22 Meter dick. Das Gewicht beträgt 24 Tonnen. Der Stein wurde bei Planierungsarbeiten am 17. Dezember 1790 auf dem Platz südlich der Kathedrale entdeckt und auf Anordnung des Vizekönigs am Fuß des Westturms der Kathedrale angebracht. Der Stein wurde, wohl wegen seiner Position am Kirchturm, volkstümlich Reloj de Montezuma (Montezumas Uhr) genannt. Seit 1885 befindet er sich im Nationalmuseum für Anthropologie und Geschichte und nimmt in dessen Neubau im Chapultepec-Park in Mexiko die zentrale Position des Azteken-Saales ein.

## Thema und Inhalt
Die Steinskulptur zeigt einen Aufbau in konzentrischen Ringen um das zentrale, schon in alter Zeit absichtlich verstümmelte Gesicht des Sonnengottes Tonatiuh. Nach anderer Auffassung zeigt das Zentrum die Erdgöttin Tlaltecutli. Aus dem Gesicht ist weit nach unten die Zunge herausgestreckt, die Form und Dekor eines Opfermessers hat. Zu beiden Seiten des Mundes sind große Scheiben eines Ohrschmuckes zu sehen. Das Gesicht ist eingefügt in das Zentrum des aus vier Ästen bestehenden Tageszeichen olin (Bewegung). Zu beiden Seiten stehen vier große Scheiben, die zusammen das Zahlzeichen 4 bilden, also das Tagesdatum 4 Bewegung, das für das gegenwärtige Weltzeitalter steht:
- Erdbebensonne (Nahuatl: nāhui olin)

In den Ästen des olin-Zeichen stehen die Hieroglyphenzeichen für die vier „Sonnen“ oder Weltzeitalter, die dem gegenwärtigen nach Vorstellung der Azteken vorausgegangen sind und nach dem Tag, an dem sie in einer Katastrophe zu Ende gegangen sind, benannt wurden. Sie sind (von rechts oben gegen den Uhrzeigersinn):
- Jaguarsonne mit dem Tagesdatum 4 Jaguar (Nahuatl: nāhui ōcēlōtl)
- Windsonne mit dem Tagesdatum 4 Wind (Nahuatl: nāhui e’ēcatl)
- Regensonne mit dem Tagesdatum 4 Regen (Nahuatl: nāhui quiyahuitl)
- Wassersonne mit dem Tagesdatum 4 Wasser (Nahuatl: nāhui ātl)

Links von der über dem Gesicht des Sonnengottes aufragenden Spitze befindet sich die kleine Darstellung eines xiuhuitzolli, des einen Herrscher kennzeichnenden Kopfschmuckes, und andere Schmuckstücke. Rechts der Spitze befindet sich das Tagesdatum 1 Feuersteinmesser (cē tecpatl), dem die Himmelsrichtung Norden zugeordnet wird.
Unterhalb des Gesichts befinden sich zwei Tagesdaten: links 1 Regen (cē quiyahuitl) mit dem an den Zähnen gut erkennbaren Gesicht des Regengottes Tlaloc und rechts 7 Affe (chicōme ozoma'tli), die jeweils in Verbindung mit dem Westen gesehen werden.
Der nächste Ring besteht aus den zwanzig Tageszeichen, beginnend oben mit dem Tageszeichen Kaiman (cipactli) und gegen den Uhrzeigersinn verlaufend. Es ist nur dieser Ring, der in gewissem Sinn die Bezeichnung „Kalenderstein“ rechtfertigt.
Der folgende Ring ist der breiteste. Die deutlichste Gliederung besteht in acht nach außen gerichteten Spitzen, die die Strahlen der Sonne ausdrücken und damit anzeigen, dass die eigentliche Sonnenscheibe mit dem nächstinneren Ring abgeschlossen ist. Zwischen den Sonnenstrahlen befindet sich ein Ring mit vier mal zehn Quadraten, die kostbare Schmuckstücke ausdrücken sollen (die gelegentlich anzutreffende Annahme, dass es sich bei den Quadraten mit ihren fünf Elementen um die Darstellung einer fünftägigen Woche handelt, führt nicht weiter, da daraus ein nirgendwo belegter Zyklus von 200 Tagen resultieren würde). Auch alle weiteren symbolischen Zeichen in diesem Ring stellen kostbare Schmuckstücke aus Jade oder Federn dar.
Den äußersten Ring bilden zwei von oben ausgehende mythische Schlangenwesen, deren Köpfe und geöffnete Rachen im untersten Teil des Ringes zu erkennen sind. Die Leiber der Schlangen sind in jeweils elf quadratische Abschnitte gegliedert, die von Flammensymbolen gebildet werden. Flammen schlagen auch aus dem Rücken der Leiber in den Raum des weiter innen liegenden Ringes hinein. Die Köpfe der beiden Schlangen zeigen ein weit aufgerissenes Maul, die großen Zähne sind deutlich erkennbar. Aus dem Maul blicken die Gesichter zweier Götter: Links ist es der Feuergott Xiuhtecuhtli, der durch die hier durch Schraffierung ausgedrückte Gesichtsbemalung kenntlich gemacht ist, und rechts wiederum Tonatiuh. Bei beiden hängt wie bei der zentralen Darstellung die als Feuersteinmesser gestaltete Zunge weit heraus. Zwischen den Schwanzspitzen der Schlangen ist in einem rechteckigen Rahmen das Jahr 13 Rohr (Matlactli omey Acatl) abgebildet.
Auf der Außenseite der Scheibe verläuft ein schmaler Rand mit Darstellungen des Venus-Symbols und von Opfermessern.

## Funktion
Seit der Wiederauffindung wird über die Funktion des Steins gestritten. Wenn der Stein horizontal am oder im Umfeld des Templo Mayor befestigt gewesen ist, könnte es sich um ein Cuauhxicalli gehandelt haben, auf dem Opfergaben niedergelegt wurden. Eine andere Interpretation sieht in dem Stein ein Temalacatl, auf dem der zu Opfernde mit einem Seil angebunden war und sich nur mit Scheinwaffen gegen einen voll ausgerüsteten Krieger verteidigen durfte. Die von der Darstellung des Teocalli de la Guerra Sagrada inspirierte Annahme, der Stein wäre vertikal an einer Tempelfassade aufgerichtet gewesen, wird nicht mehr vertreten.